# 고빈다
고빈다(산스크리트어:  गोविन्द)는 비슈누와 그의 아바타라인 크리슈나의 별명이다. 이 이름은 비슈누 사하스라나마에서 비슈누의 187번째와 539번째 이름으로 나타난다. 이 이름은 또한 크리슈나에게 흔히 붙여지며, 그의 어린 시절 소몰이꾼으로서의 활동을 지칭한다.

## 어원
고빈다는 직접적으로 "소의 수호자"로 번역될 수 있다. 또한, "고빈다"라는 단어에서 "고부"는 오근을 의미한다. 따라서 고빈다는 모든 감각 기관, 즉 오근의 모든 곳에 편재하는 지배자를 의미한다. "고부"는 또한 '베다'를 의미한다. 그러므로 고빈다는 베다를 통해서만 알려질 수 있는 최고 존재이다.

## 해석

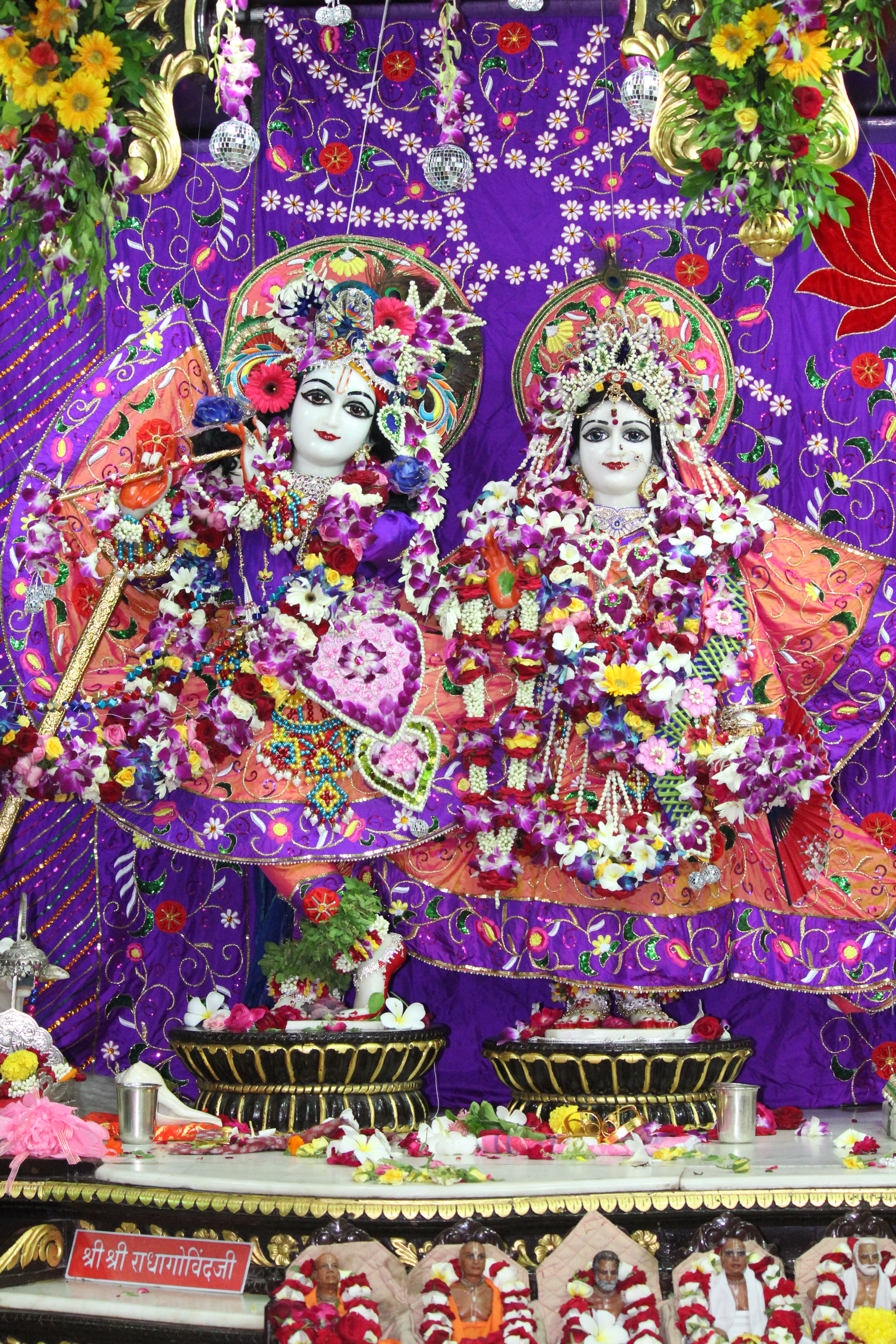
아마다바드의 스리 스리 라다 고빈드 사원에 있는 고빈다로서의 크리슈나

고빈다는 크리슈나의 이름이며 비슈누 사하스라나마, 즉 비슈누의 1,000가지 이름 중 비슈누의 187번째와 539번째 이름으로도 나타난다.
스와미 타파샤난다가 번역한 샹카라의 비슈누 사하스라나마 주석에 따르면, 고빈다는 네 가지 의미를 갖는다:
1. 현자들은 크리슈나가 모든 세계에 스며들어 힘을 주기 때문에 그를 "고빈다"라고 부른다.
2. 마하바라타의 샨티 파르바는 비슈누가 명계로 가라앉았던 대지를 회복시켰으므로 모든 데바들이 그를 고빈다(땅의 수호자)로 찬양했다고 명시한다.
3. 다른 해석으로는 "베다의 단어로만 알려진 자"를 의미한다.
4. 하리밤사에서 인드라는 크리슈나가 소몰이꾼으로서 돌보던 소들에 대한 사랑스러운 리더십을 얻은 것에 대해 "사람들도 그를 고빈다라고 찬양할 것이다"라고 말하며 크리슈나를 찬양했다.

브라마 삼히타에서 크리슈나는 영원하고 모든 생명체의 기원인 고빈다로 찬양받는다.
마하리시 마헤시 요기는 그의 바가바드 기타 주석에서 고빈다는 "감각의 주인"을 의미한다고 말한다.

## 기도문
샹카라가 작곡한 8세기 힌두교 신앙 시 "모하 무드가라"는 다음과 같이 요약한다: "고빈다를 숭배하기만 한다면, 이 위대한 생사의 바다를 쉽게 건널 수 있다." 이것은 비슈누 또는 크리슈나에 대한 숭배가 신도들을 환생(삼사라)의 순환에서 벗어나 고빈다(비슈누)가 거주하는 '이 물질 세계를 넘어서는 최고의 거처'인 바이쿤타에서 영원한 행복한 삶으로 이끌 수 있다는 믿음을 의미한다. 이 작품은 비슈누에 대한 내면의 헌신의 가치를 표현한다.
마하비슈누 지의 트리산드야 기도문 중 하나에서 "비슈누 쇼다샤남 스트로트람"에 언급된 바와 같이, 악몽을 꿀 때 부정적인 경험과 악몽에서 벗어나기 위해 "고빈드"라는 이름을 염송해야 한다.

## 같이 보기
- 아츄타
- 고팔라
- 고피나트
- 케샤바
- 마다바
- 라다 라마나
- 바수데바
- 고빈다 (쿨라 셰이커 노래)
- 팔구나 월(고빈다가 주관함; 이 고빈다는 원래 고빈다와 다르다. 왜냐하면 그는 마하라자 난다의 아들이 아니기 때문이다.)
- 고빈다 자야 자야 인도 헌신적인 찬트 또는 노래

## 참고 문헌
- Hein, Norvin (May 1986). 《A Revolution in Kṛṣṇaism: The Cult of Gopāla》. 《History of Religions》 25. 296–317쪽. doi:10.1086/463051. JSTOR 1062622. S2CID 162049250.